# Торбйорн Гарр
Торбйорн Гарр (норв. Thorbjørn Harr, нар. 24 травня 1974, Осло) — норвезький актор.

## Кар'єра
Торбйорн Гарр був обличчям у таких програмах, як «Blikkbåx» і «U», а також з'явився в популярному телевізійному фільмі 1991 року «Фріда — Прямо від щирого серця». Пізніше він зіграв другорядні ролі в «Маленька Субота» у 1995 році та головну роль у мінісеріалі «Ігрова кімната», який транслювався на NRK у 2002 році. Справжній кінодебют відбувся у 2003 році у фільмі «У бік Москви», де він зіграв головну роль Вассі та був номінований на премію «Аманда», а у 2005 році він з'явився у фільмі «Веннер». Він зіграв головну роль Матіаса у фільмі «Марс і Венера» (2007), а також роль Ярла Борга в «Вікінги».
Починаючи з 2000 року, Гарр з'явився в кількох театральних постановках. Разом з коміком Гаральдом Ейа та двома іншими керує Teatersport Oslo. Він зіграв повторювану роль в американському комедійно-драматичному телесеріалі «Юна», де грав коханого персонажа, якого грала Гіларі Дафф.
Незабаром після закінчення Норвезької національної академії театру у 2000 році Гарр приєднався до Національного театру в Осло. Там він з'явився в ролі Гокона IV в «Претендентах» Генріка Ібсена та в ролі молодого Шпеера в однойменній виставі. Він зіграв Фігаро в «Божевільний день, або Одруження Фігаро» П'єра Бомарше, Ергарта в «Джоні Габріель Боркман» і Тома в «Скляному звіринці». Він знявся в багатьох постановках Йо Стрьомгрена, включно з «Там», яка отримала премію Гедда 2002 року за найкращу п'єсу. Станом на січень 2007 він знявся майже у 20 постановках Національного театру.
Гарр одружився з Тай Вікторією Грюнг у 2006 році; у них троє дітей.

## Фільмографія

### Фільми
- 1991 Фріда — Прямо від щирого серця (англ. Frida – Straight from the Heart, фільм для телебачення, також випущений у кінотеатрах)
- 2003 У бік Москви (норв. Mot Moskva), як Вассі
- 2005 Друзі на все життя (норв. Venner for livet), як Роджер
- 2005 Томас Гілланд Еріксен і історія дівчини оригамі (норв. Thomas Hylland Eriksen og historien om origamijenta), в ролі Андерса
- 2006 Перекриття (англ. Overlap)
- 2006 Реприза (англ. Reprise), як Матіс Вергеланд
- 2007 Марс і Венера (англ. Mars & Venus), як Матіас
- 2008 Будинок божевільних (норв. De gales hus), як Стетсон
- 2010 Olsenbanden Jr. Mestertyvens skatt
- 2012 У темряву (норв. Inn i mørket), як Ян
- 2013 Крижане серце (англ. Frozen), норвезька версія, голос Крістоффа[8]
- 2016 Останній король (англ. The Last King), as Inge Bårdsson
- 2018 22 липня (англ. 22 July), як Свеінн Аре Ганссен
- 2019 Тунель. Небезпечно для життя (англ. The Tunnel)
- 2020 Тоґо (англ. Togo), як Чарлі Олсен
- 2020 Труп (англ. Cadaver), як Матіас
- 2024 Секс (англ. Sex), як генеральний директор

### Телесеріали
- 1995 Маленька Субота (норв. Lillelørdag), як Берумсосс
- 1997 Три зверху (норв. Tre på toppen)
- 2001 Лисиця Гренландська (норв. Fox Grønland), як Томас Гейстад (1 серія)
- 2002 Ігрова кімната (норв. Lekestue), як К'єлль
- 2006 Хлопчики Гутта (англ. Gutta Boys), як батько Арне
- 2008 Кити (норв. Hvaler), як стоматологічний пацієнт
- 2013 Вікінги (англ. Vikings), як Ярл Борг
- 2015 Юна (англ. Younger), як Антон Бьорнберг (повторювана роль)
- 2018 Kielergata, як Йонас Шульман/Штефан
- 2020 Нормани (англ. Norsemen), як Ярл Бйорнн
- 2024 La Palma, як Єнс Увдал

### Аудіокниги
- 2007 Йоган Гарстад, DARLAH
- 2008 Ю Несбе, Hodejegerne

## Нагороди
- 2005: премія Пер Аабель
- 2009/10: Премія норвезьких театральних критиків за фільм «Chet spiller ikke her»[9]
- 2011: премія «Синій птах» Радіотеатру NRK за «Chet spiller ikke her» та «Hvitvasking»[10]